# Central hidroeléctrica Aguacapa
La Planta Hidroeléctrica Aguacapa es una empresa energética que utiliza una presa de gravedad de hormigón armado y una planta de energía que se extiende por el río Aguacapa en Escuintla, Guatemala.
La hidroeléctrica cuenta con un embalse de la presa que tiene una capacidad total de 300,000 m³. El agua se transporta a la central eléctrica a través de un total de 12.04 km de túnel largo y 3,65 km de tubo de presión. La planta hidroeléctrica tiene turbinas Pelton de 3 × 30 MW, con una capacidad instalada total de 90 MW. La planta tiene una declinación de nivel neto de 490.6 m, y un flujo diseñado de 7.33 m³/s por unidad.  
La producción total de la planta entre 1981 y 2006 fue de 6600.96 GWh, que equivale a una generación eléctrica anual promedio de 264 GWh. 